# Радомысль-Вельки
Радомысль-Вельки (пол. Radomyśl Wielki)  —  город  в Польше, входит в Подкарпатское воеводство,  Мелецкий повят.  Имеет статус городско-сельской гмины. Занимает площадь 8,79 км². Население — 3097 человек (на 01.12.2011)

## История
Статус города получил 31 января 1581 года. Город исторически принадлежит Малой Польше. В 1907 году название города было изменено на Радомысль-Вельки, чтобы отличить его от Радомысль-над-Санем.
В сентябре 1914 года российские войска заняли Радомысль, и их оккупация продолжалась до мая 1915 года, когда они были отброшены австрийцами. Во время Второй Польской республики, Радомысль входил в состав Краковского воеводства. Город был местным центром торговли, с несколькими магазинами и предприятиями. В конце 1930-х годов Радомысль не был включен в состав Центрального промышленного региона (англ. Central Industrial Region (Poland)). Тем не менее фабрики были построены здесь, но, несмотря на это, многие жители переехали в Дембицу и Мелец в поисках работы. В 1934 году Радомысль восстановил статус города, который он утратил в 1919 году.